# 拉加尔迪奥勒
拉加尔迪奥勒（法語：Lagardiolle，法語發音：[laɡaʁdjɔl]）是法国奧克西塔尼大區塔恩省的一个市镇，属于卡斯特尔区。

## 地理
拉加尔迪奥勒（43°30'16"N, 2°5'38"E）面积10.25 平方千米，位于法国奧克西塔尼大區塔恩省，该省份为法国南部内陆省份，北起顺时针与阿韦龙省、埃罗省、奥德省、上加龙省和塔恩-加龙省接壤。
与拉加尔迪奥勒接壤的市镇（或旧市镇、城区）包括：贝勒塞尔、布朗、卡于扎克、杜尔涅、朗波、圣阿芒塞、圣阿维。

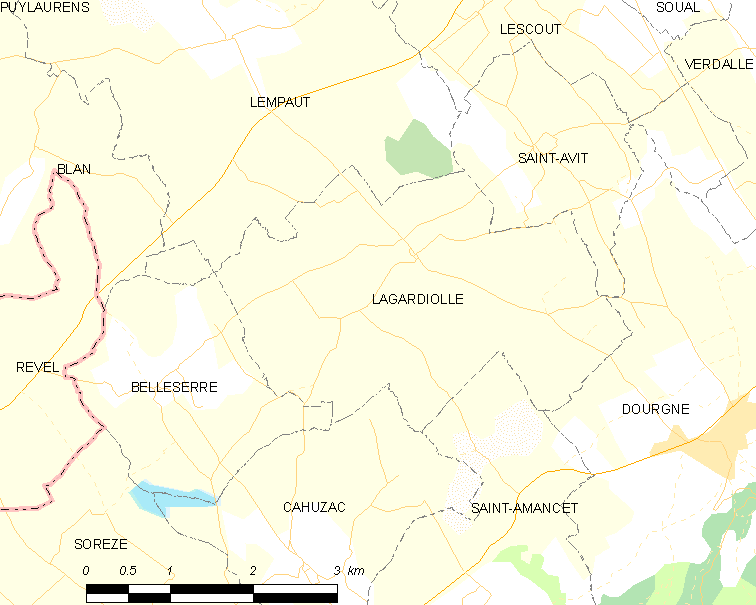
拉加尔迪奥勒的OSM定位图

拉加尔迪奥勒的时区为UTC+01:00、UTC+02:00（夏令时）。

## 行政
拉加尔迪奥勒的邮政编码为81110，INSEE市镇编码为81129。

## 政治
拉加尔迪奥勒所属的省级选区为努瓦尔山县。

## 人口

1962-2008年间拉加尔迪奥勒人口变化图示

拉加尔迪奥勒于2022年1月1日时的人口数量为232人。